# Карроллтон (Джорджія)
Карроллтон (англ. Carrollton) — місто (англ. city) в США, в окрузі Керролл штату Джорджія. Населення — 26 738 осіб (2020).

## Географія
Карроллтон розташований за координатами 33°34′55″ пн. ш. 85°5′0″ зх. д. / 33.58194° пн. ш. 85.08333° зх. д. (33.581847, -85.083333). За даними Бюро перепису населення США в 2010 році місто мало площу 59,12 км², з яких 57,72 км² — суходіл та 1,40 км² — водойми.

### Клімат
| Клімат : Карроллтон   | Клімат : Карроллтон | Клімат : Карроллтон | Клімат : Карроллтон | Клімат : Карроллтон | Клімат : Карроллтон | Клімат : Карроллтон | Клімат : Карроллтон | Клімат : Карроллтон | Клімат : Карроллтон | Клімат : Карроллтон | Клімат : Карроллтон | Клімат : Карроллтон | Клімат : Карроллтон |
| Показник              | Січ.                | Лют.                | Бер.                | Квіт.               | Трав.               | Черв.               | Лип.                | Серп.               | Вер.                | Жовт.               | Лист.               | Груд.               | Рік                 |
| Середній максимум, °C | 11,7                | 13,9                | 18,9                | 23,3                | 26,7                | 30,6                | 31,7                | 31,1                | 27,8                | 22,8                | 17,8                | 12,8                | 22,4                |
| Середній мінімум, °C  | −0,6                | 0,6                 | 4,4                 | 8,3                 | 12,8                | 17,2                | 19,4                | 19,4                | 15,6                | 8,9                 | 3,9                 | 0,6                 | 9,3                 |
| Норма опадів, мм      | 130                 | 122                 | 145                 | 114                 | 109                 | 99                  | 122                 | 89                  | 89                  | 84                  | 112                 | 124                 | 1339                |
| --------------------- | ------------------- | ------------------- | ------------------- | ------------------- | ------------------- | ------------------- | ------------------- | ------------------- | ------------------- | ------------------- | ------------------- | ------------------- | ------------------- |
| Джерело:              |                     |                     |                     |                     |                     |                     |                     |                     |                     |                     |                     |                     |                     |

## Демографія
Згідно з переписом 2010 року, у місті мешкало 24 388 осіб у 8398 домогосподарствах у складі 4586 родин. Густота населення становила 412 особи/км². Було 9734 помешкання (165/км²).
Расовий склад населення:
| - 58,4 % — білих - 31,9 % — чорних або афроамериканців - 1,4 % — азіатів - 0,4 % — корінних американців - 5,1 % — осіб інших рас |

До двох чи більше рас належало 2,8 %. Частка іспаномовних становила 10,8 % від усіх жителів.
За віковим діапазоном населення розподілялося таким чином: 20,4 % — особи молодші 18 років, 69,7 % — особи у віці 18—64 років, 9,9 % — особи у віці 65 років та старші. Медіана віку мешканця становила 25,6 року. На 100 осіб жіночої статі у місті припадало 90,4 чоловіків; на 100 жінок у віці від 18 років та старших — 87,3 чоловіків також старших 18 років.
Середній дохід на одне домашнє господарство становив 56 127 доларів США (медіана — 34 055), а середній дохід на одну сім'ю — 77 403 долари (медіана — 46 683). Медіана доходів становила 43 030 доларів для чоловіків та 31 916 доларів для жінок. За межею бідності перебувало 28,7 % осіб, у тому числі 34,9 % дітей у віці до 18 років та 17,0 % осіб у віці 65 років та старших.
Цивільне працевлаштоване населення становило 10 818 осіб. Основні галузі зайнятості: освіта, охорона здоров'я та соціальна допомога — 23,8 %, мистецтво, розваги та відпочинок — 14,7 %, роздрібна торгівля — 14,2 %.